# Monte Cobetas
O Monte Cobetas (em basco: Kobeta Mendi) é um monte situado na cidade de Bilbau, no País Basco espanhol. Ergue-se a 205 metros de altitude a oeste do centro, no distrito de Basurto-Zorroza, entre os bairros de Altamira e Zorroza. Em 2005 foi transformado no maior parque de Bilbau, o qual ocupa 18,5 hectares. No cimo encontram-se as ruínas do Forte de Altamira, usado durante a Guerra Civil Espanhola.
O festival de rock Bilbao BBK Live realiza-se anualmente no Monte Cobetas desde a sua primeira edição em 2006.